# Стоп-кран

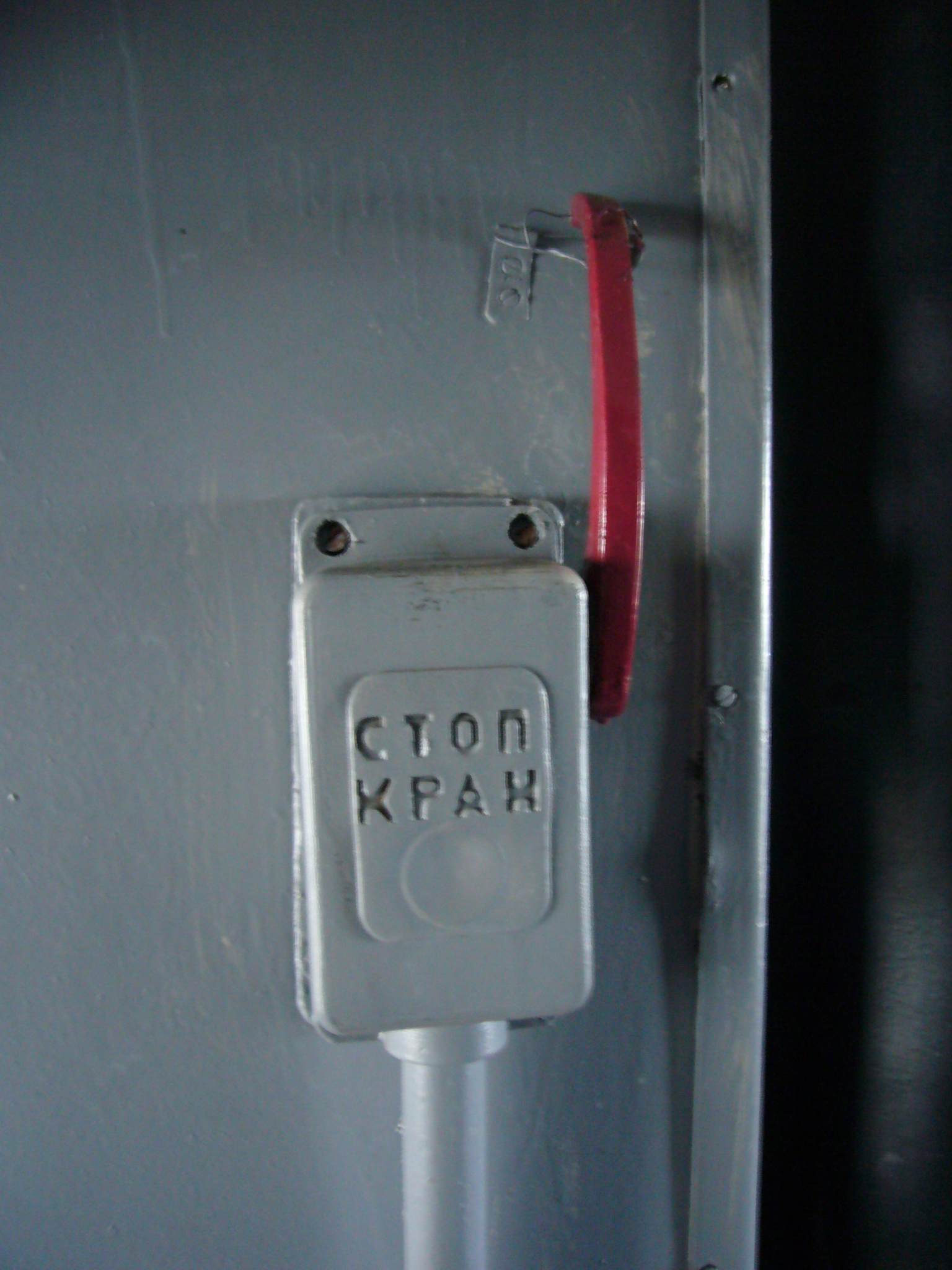
Стоп-кран плацкартного вагона

Стоп-кран — пристрій, призначений для екстреного гальмування потяга. Встановлюється в доступних для обслуговчого персоналу і пасажирів місцях: тамбурах, в пасажирському приміщенні вагона потягів далекого прямування і приміських потягів. Може бути активований будь-яким пасажиром. Єдине призначення — це зупинка потяга в екстрених ситуаціях. Усі стоп-крани опломбовані і за зрив стоп-крана без важливої причини накладається штраф.

## Принцип дії стоп-крана
Коли натискають на важіль стоп-крана відбувається розгерметизація гальмової магістралі, внаслідок чого тиск у системі починає падати. При падінні тиску повітря, розподільник з'єднує гальмовий циліндр з запасним резервуаром, завдяки чому відбувається подача стиснутого повітря від запасного резервуара у гальмовий циліндр.

## Дії машиніста
При зриві стоп-крана машиніст повинен перевести ручку крана машиніста у положення «перекрита без живлення гальмової магістралі» і перевести ручку контролера у положення «Холостий хід».

На локомотивах, обладнаних сигналізатором обриву гальмівної магістралі № 418, при «зриві» стоп-крана лампочка сигналізатора загорається і локомотив автоматично знімається з тяги до відновлення зарядного тиску в гальмовій магістралі.